# Ostryocarpus riparius
Ostryocarpus riparius là một loài thực vật có hoa trong họ Đậu. Loài này được Hook.f. miêu tả khoa học đầu tiên.